# Івано-Шийчинська сільська рада
Іва́но-Ши́йчинська сільська́ ра́да — адміністративно-територіальна одиниця та орган місцевого самоврядування в Богодухівському районі Харківської області. Адміністративний центр — село Івано-Шийчине.

## Загальні відомості
- Івано-Шийчинська сільська рада утворена в 1918 році.
- Територія ради: 71,96 км²
- Населення ради: 1 523 особи (станом на 2001 рік)
- Територією ради протікає річка Шийчино.

## Населені пункти
Сільській раді були підпорядковані населені пункти:
- с. Івано-Шийчине
- с. Братениця
- с. Тимофіївка

## Склад ради
Рада складалася з 16 депутатів та голови.
- Голова ради: Субота Володимир Андрійович
- Секретар ради: Яковлєва Тамара Василівна

### Керівний склад попередніх скликань
| Прізвище, ім'я, по батькові | Основні відомості                                                         | Дата обрання | Дата звільнення |
| --------------------------- | ------------------------------------------------------------------------- | ------------ | --------------- |
| Субота Володимир Андрійович | Сільський голова, 1954 року народження, освіта вища                       | 26.03.2006   | 31.10.2010      |
| Субота Володимир Андрійович | Сільський голова, 1954 року народження, освіта вища, член Партії регіонів | 31.10.2010   |                 |

Примітка: таблиця складена за даними сайту Верховної Ради України

### Депутати
За результатами місцевих виборів 2010 року депутатами ради стали:

#### За суб'єктами висування
| Суб'єкт висування                                       | Кількість обраних депутатів | %    |
| ------------------------------------------------------- | --------------------------- | ---- |
| Партія регіонів                                         | 5                           | 31,3 |
| Самовисування                                           | 5                           | 31,3 |
| Народна партія                                          | 3                           | 18,8 |
| Політична партія Всеукраїнське об'єднання «Батьківщина» | 2                           | 12,5 |
| Політична партія «Сильна Україна»                       | 1                           | 6,3  |

#### За округами
| № округу                                                | Прізвище, ім'я, по батькові    | Дата визнання обраним | Освіта  | Партійна приналежність                        | Відомості про обраного депутата          |
| ------------------------------------------------------- | ------------------------------ | --------------------- | ------- | --------------------------------------------- | ---------------------------------------- |
| Народна Партія                                          |                                |                       |         |                                               |                                          |
| 10                                                      | Осадчий Сергій Іванович        | 01.11.2010            | середня | член Народної партії                          | СТОВ ім. Ватутіна, тракторист            |
| 11                                                      | Тіліченко Олександр Васильович | 01.11.2010            | середня | член Народної партії                          | тимчасово не працює                      |
| 12                                                      | Потрух Михайло Іванович        | 01.11.2010            | середня | член Народної партії                          | Богодухівське лісництво, майстер лісу    |
| Партія регіонів                                         |                                |                       |         |                                               |                                          |
| 1                                                       | Кравченко Юрій Васильович      | 01.11.2010            | середня | член Партії регіонів                          | приватний підприємець                    |
| 5                                                       | Ярошенко Яна Володимирівна     | 01.11.2010            | середня | член Партії регіонів                          | Івано-Шийчинська АСМ, медсестра          |
| 7                                                       | Яковлева Тамара Василівна      | 01.11.2010            | вища    | член Партії регіонів                          | Івано-Шийчинська сільська рада, секретар |
| 9                                                       | Шуйський Олександр Миколайович | 01.11.2010            | середня | член Партії регіонів                          | СТОВ ім. Ватутіна, водій                 |
| 16                                                      | Огер Ярослав Михайлович        | 01.11.2010            | середня | член Партії регіонів                          | Братеницький ФП, завідувач               |
| Політична партія Всеукраїнське об'єднання «Батьківщина» |                                |                       |         |                                               |                                          |
| 4                                                       | Субота Юлія Федорівна          | 01.11.2010            | середня | член Всеукраїнського об'єднання «Батьківщина» | СТОВ ім. Ватутіна, касир                 |
| 6                                                       | Кіхтьов Володимир Іванович     | 01.11.2010            | середня | член Всеукраїнського об'єднання «Батьківщина» | СТОВ ім. Ватутіна, тракторист            |
| Політична партія «Сильна Україна»                       |                                |                       |         |                                               |                                          |
| 8                                                       | Шуба Валентина Володимирівна   | 01.11.2010            | вища    | член Політичної партії «Сильна Україна»       | тимчасово не працює                      |
| Самовисування                                           |                                |                       |         |                                               |                                          |
| 2                                                       | Костенко Анатолій Олексійович  | 01.11.2010            | середня | позапартійний                                 | СТОВ ім. Ватутіна, агроном               |
| 3                                                       | Загорулько Тетяна Андріївна    | 01.11.2010            | середня | позапартійна                                  | ПП Ольховська Л. О., реалізатор          |
| 13                                                      | Билина Володимир Олександрович | 01.11.2010            | середня | позапартійний                                 | ФГ «Шубське», тракторист                 |
| 14                                                      | Шуйський Олексій Миколайович   | 01.11.2010            | середня | позапартійний                                 | ФГ «Шанс», голова                        |
| 15                                                      | Шульженко Володимир Іванович   | 01.11.2010            | середня | позапартійний                                 | Богодухівське лісництво, майстер лісу    |